# Indiana World War Memorial Plaza
La Indiana World War Memorial Plaza, en español, Plaza Memorial de la Guerra Mundial de Indiana, es un conjunto arquitectural ubicado en Indianápolis, Indiana, Estados Unidos. La plaza se alzó con el fin de honrar la memoria de los veteranos de la Primera Guerra Mundial.

## Descripción
Construida sobre cinco bloques, el proyecto se concibió en 1919 con el fin de ser por un lado la sede nacional de la Legión Estadounidense y un memorial a los militares veteranos del país. La administración, así como un cenotafio están ubicados al norte de la plaza, mientras que el obelisco se encuentra al sur de la misma. En el centro, el memorial fue construido siguiendo el modelo del mausoleo de Halicarnaso. El 11 de octubre de 1994 el memorial fue reconocido como Hito Histórico Nacional. En 2007 se inauguró un museo dedicado al acorazado USS Indiana (BB-58).

## Galería de imágenes

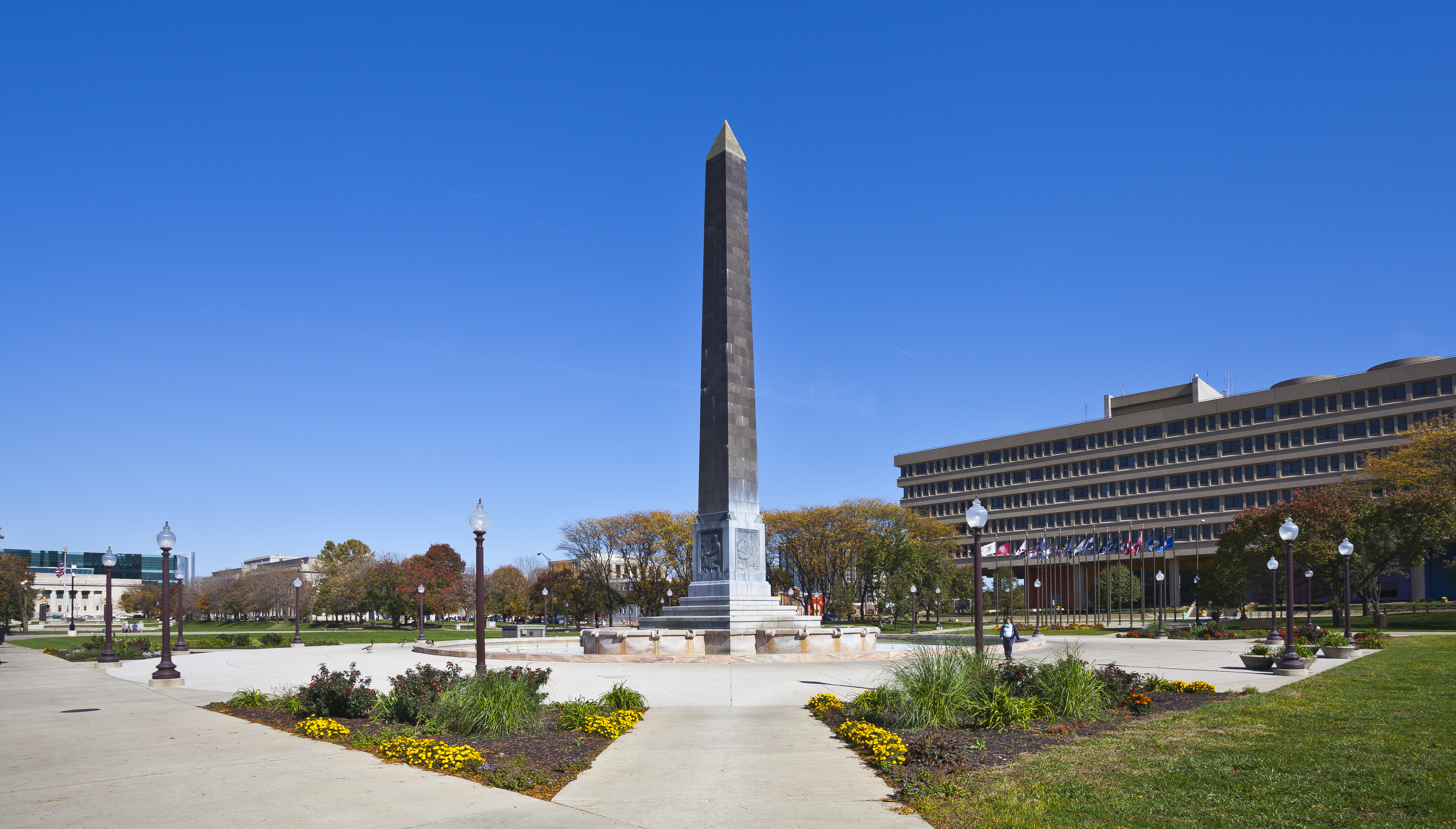
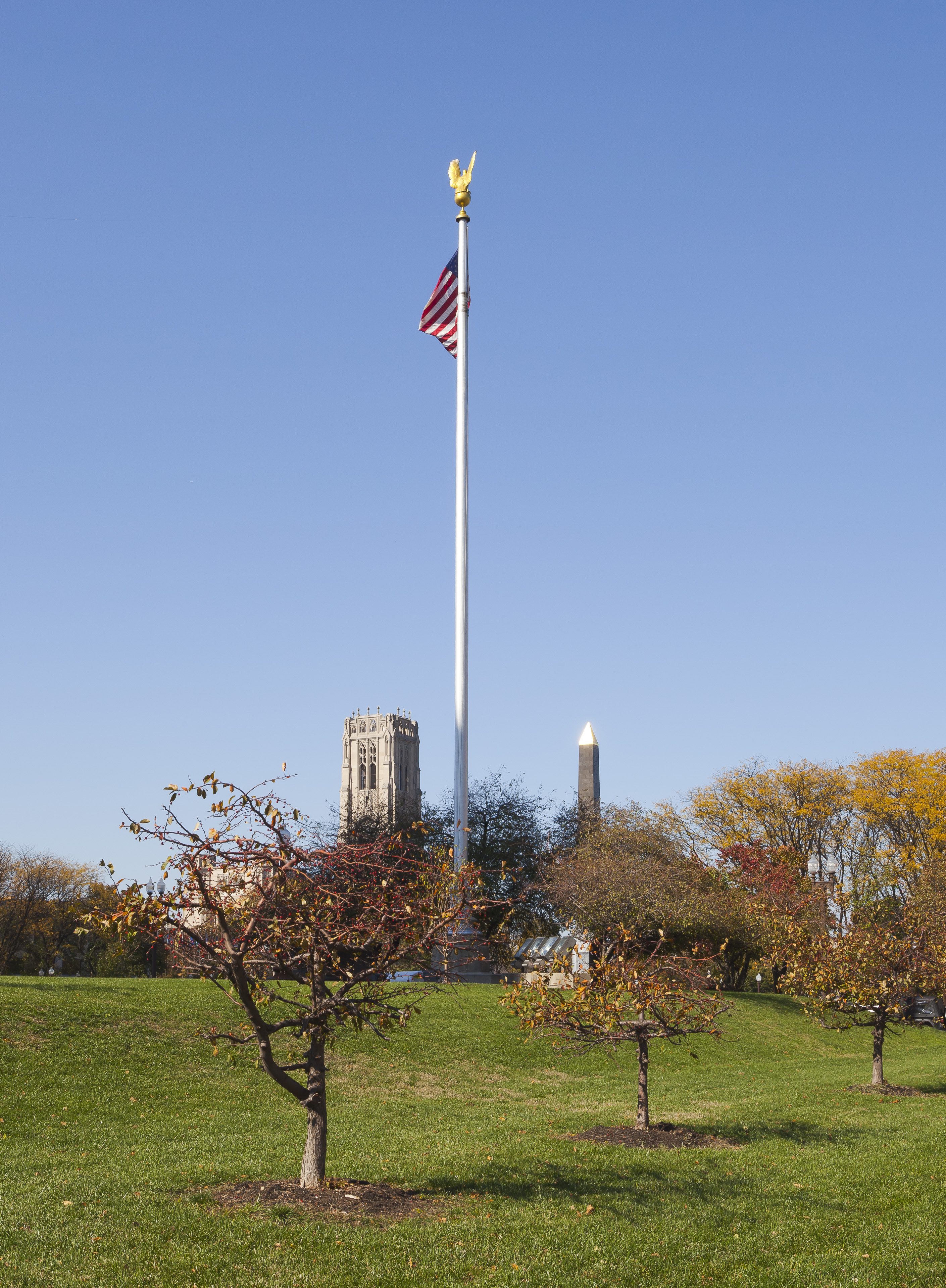
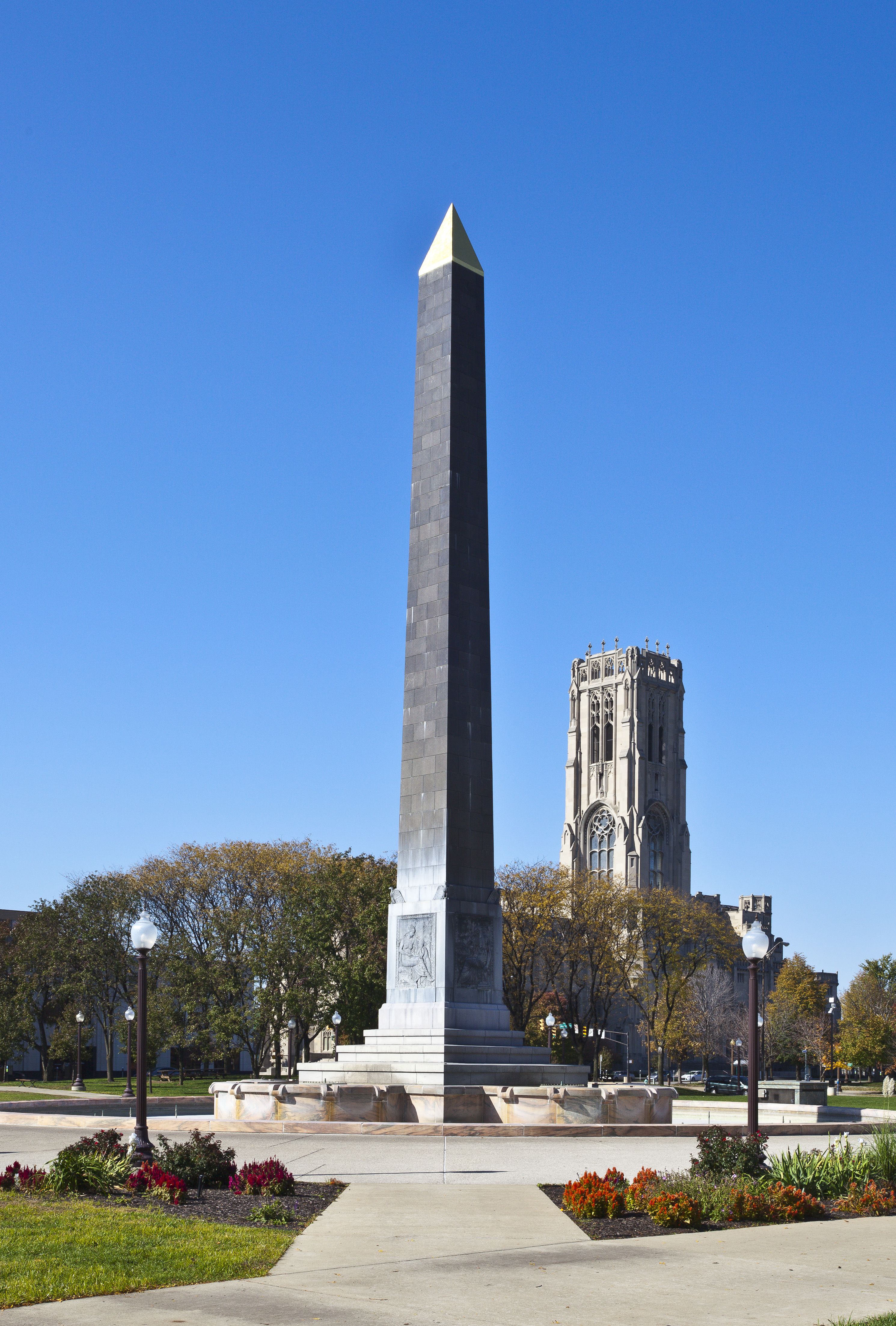
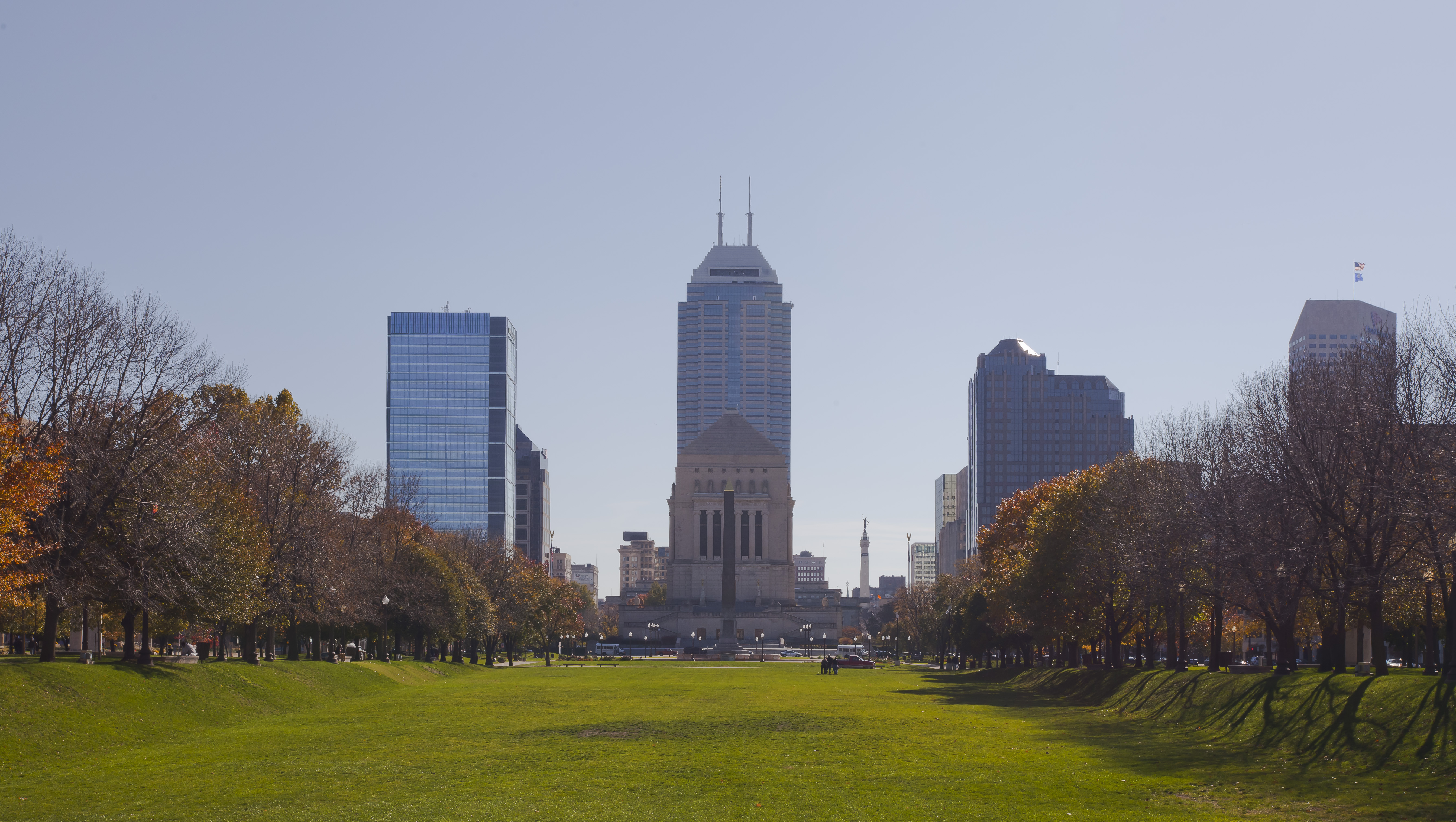
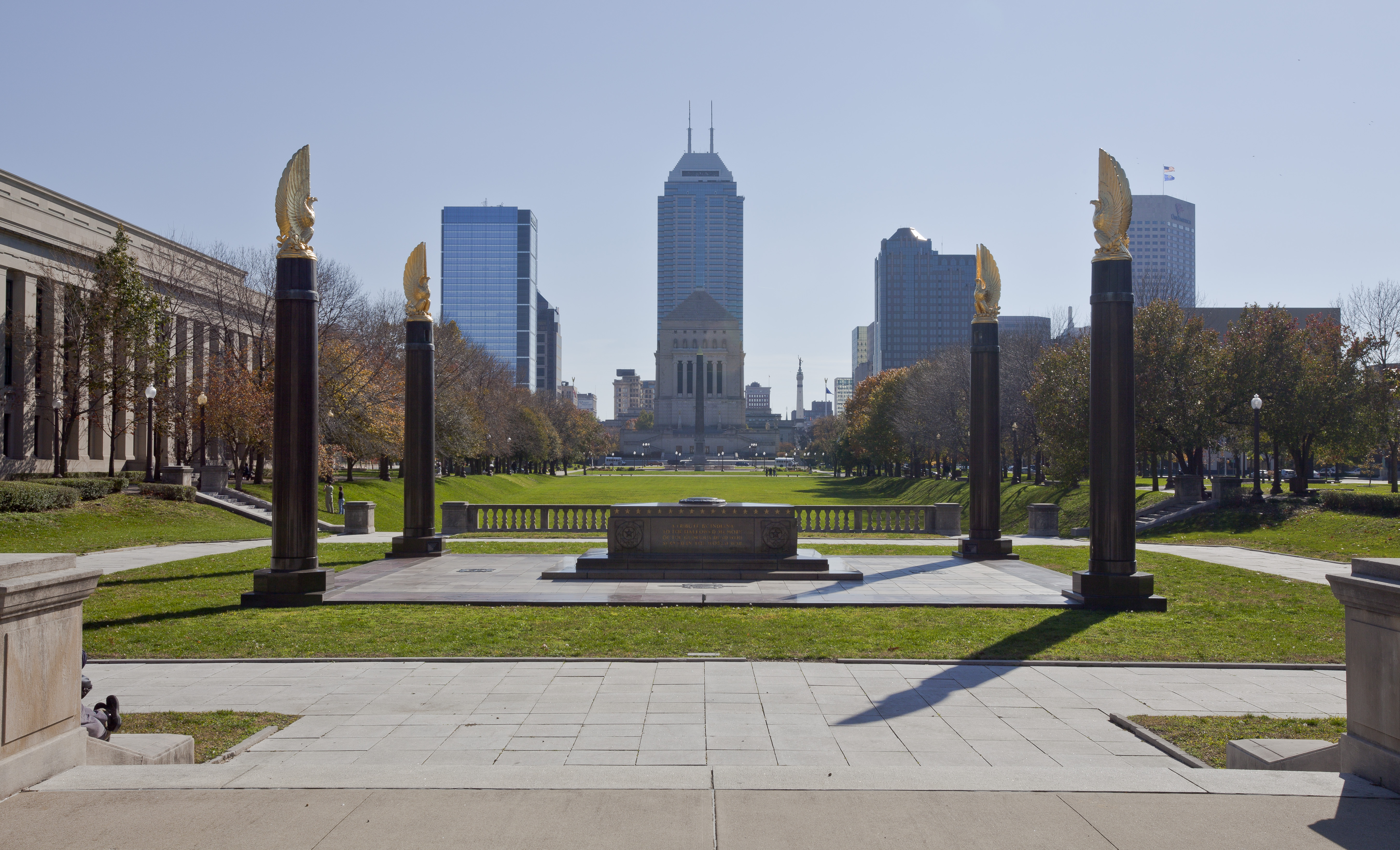
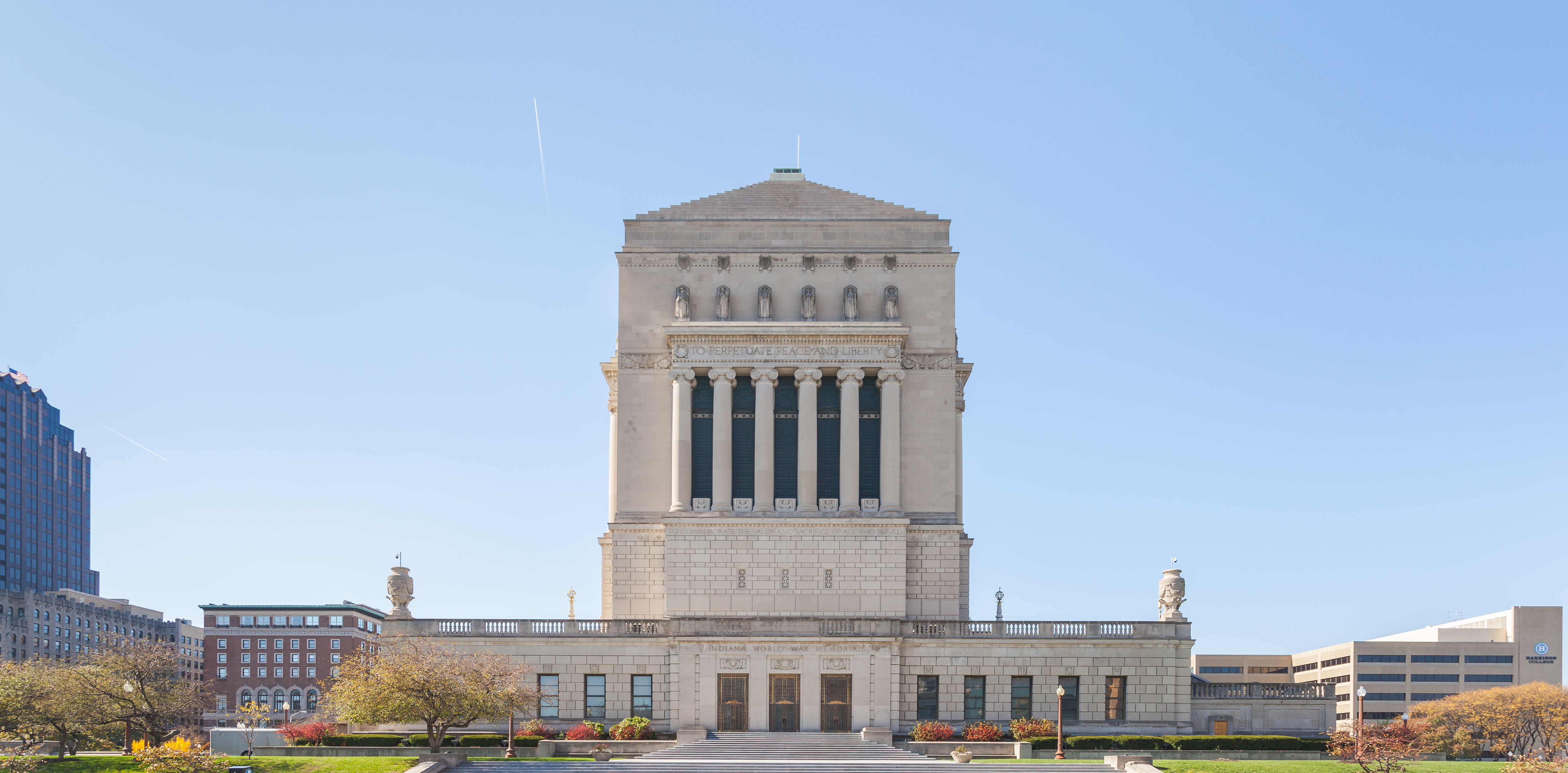
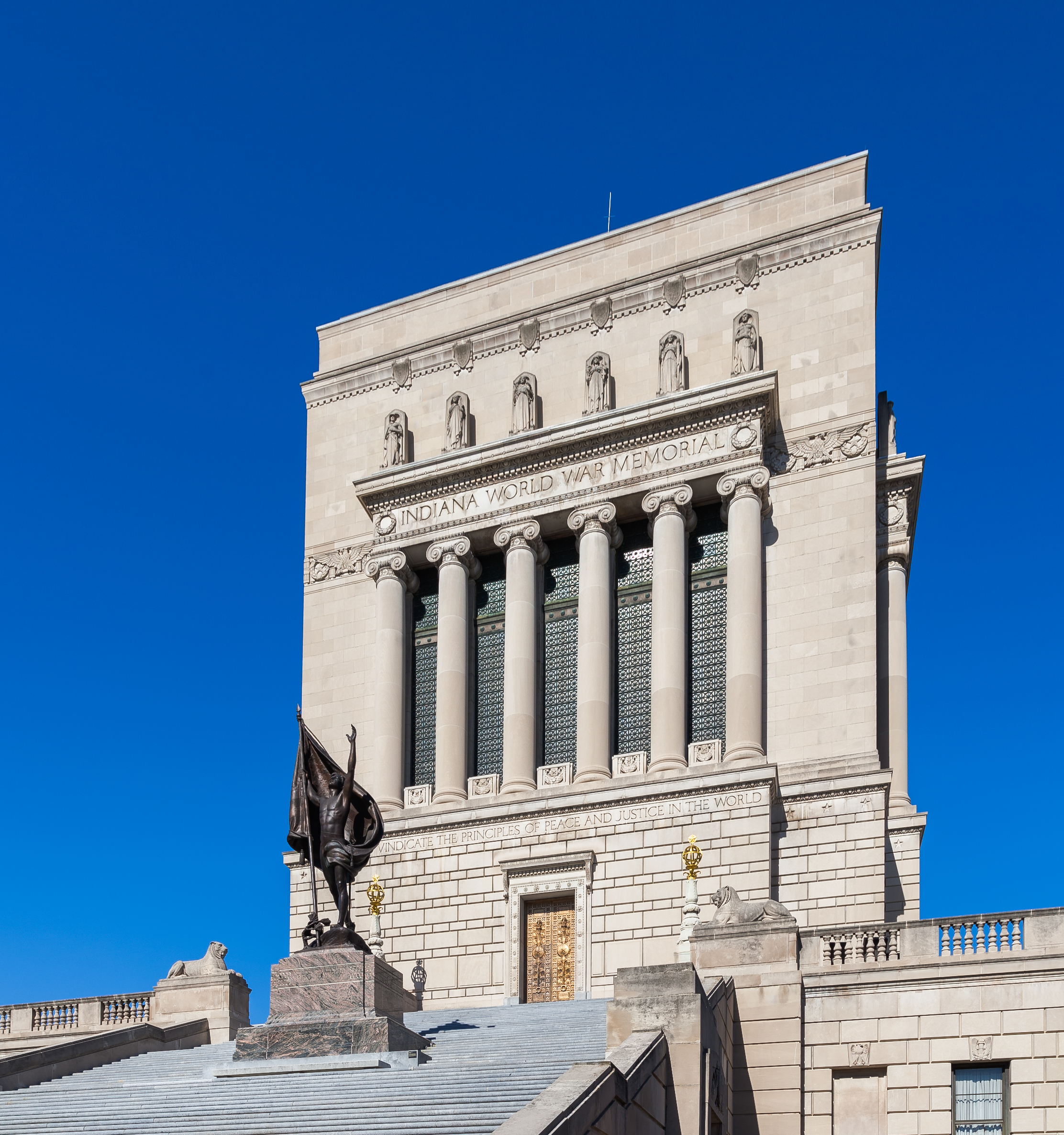
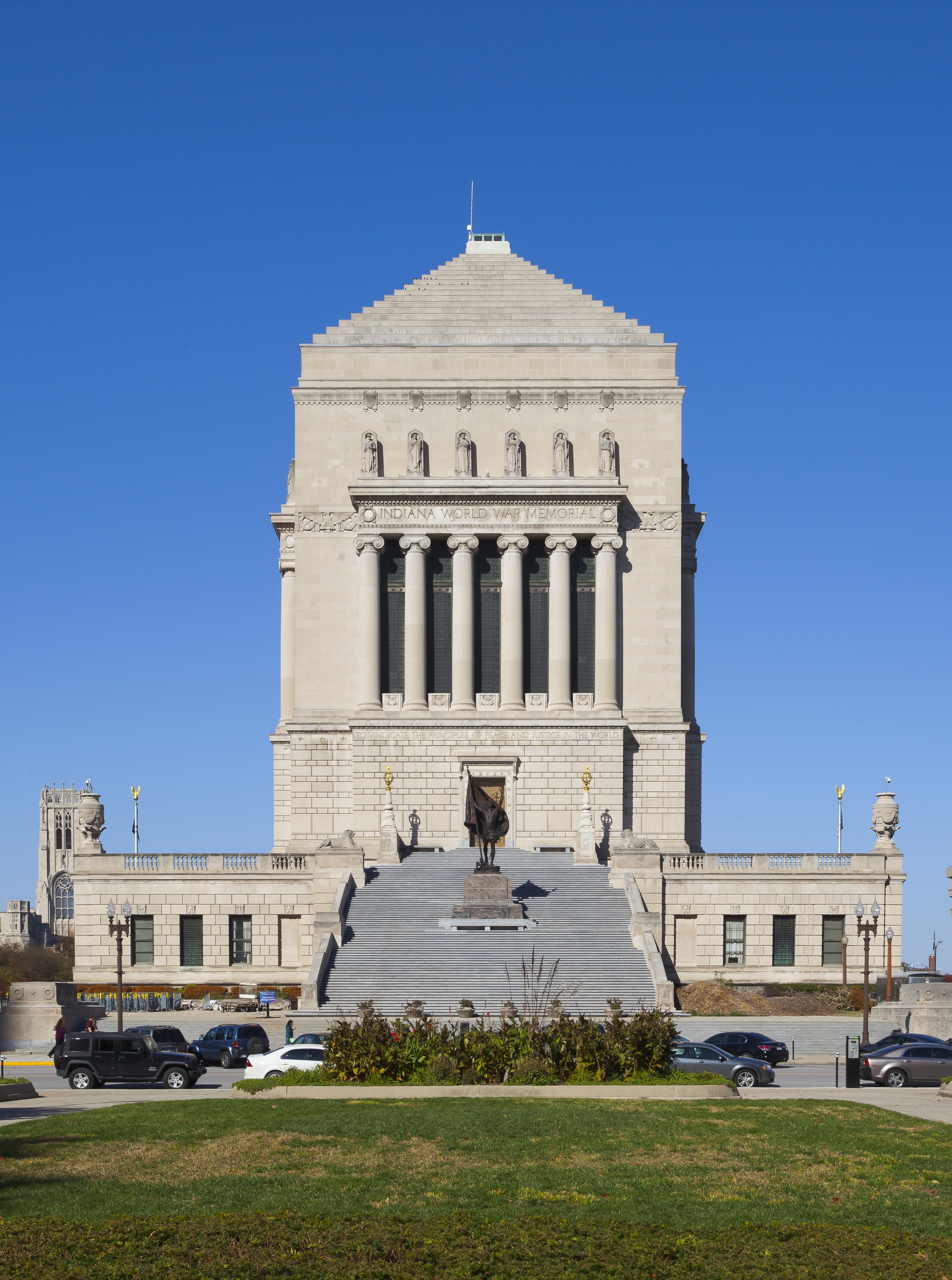